# UMF Skallagrímur
El UMF Skallagrímur es un equipo de Fútbol de Islandia que juega en la 4. deild karla, la quinta división nacional.

## Historia
Fue fundado el 3 de diciembre de 1916 en la ciudad de Borgarnes como la sección de fútbol del Ungmennafélagið Skallagrímur, aunque fue hasta 1973 que participa por primera vez en las competiciones nacionales.
En 1996 logra el ascenso por primera vez a la Urvalsdeild Karla como subcampeón de la segunda categoría, pero su estancia en la primera división nacional fue de solo una temporada ya que terminó en noveno lugar entre 10 equipos y regresó a la segunda división.
En un periodo de seis años descendío en tres ocasiones que lo llevaron a jugar a la 3. deild karla, dejando de participar en el fútbol nacional entre 2011 y 2012, pero regresaría en 2013 a la 4. deild karla.

## Palmarés
- 2. deild karla (2): 1983, 1994